# Patching (Essex)
Patching (Patching-Hall) is een voormalig gehucht dat anno 2014 een wijk in het noorden van Chelmsford is. Voor de inlijving lag Patching-Hall in civil parish Broomfield. in het bestuurlijke gebied Chelmsford, in het Engelse graafschap Essex.
Patching komt in het Domesday Book (1086) voor als 'Pacingas' / 'Pacinges'. In 1086 telde de plaats 15 huizen en een geschatte belastingopbrengst van 6,8 geld.
Van het oude gehucht is er nog een monument welke onder de English Heritage valt. Patching Hall Lane, Nos 141 tot en met 145, een gevelsteen heeft het jaartal 1825.